# Don Lanphere
Donald Gale „Don“ Lanphere (* 26. Juni 1928 in Wenatchee, Washington; † 9. Oktober 2003 in Redmond (Washington)) war ein US-amerikanischer Jazz-Tenor- und Sopransaxophonist des Modern Jazz.

## Leben und Wirken
Lamphere stammt aus dem äußersten Nordwesten der USA und entschied sich 1947 nach New York zu ziehen, Bekanntheit erlangte er durch seine Auftritte und Aufnahmen mit Bebop-Musikern wie Fats Navarro (1948), sowie einem eigenen Quartett 1949, dem auch Duke Jordan angehörte.
Außerdem spielte er bei Woody Herman (1949), Claude Thornhill, Sonny Dunham, Billy May und Charlie Barnet. Sein damaliger Stil auf dem Saxophon bewegte sich im Bereich zwischen Bebop und Cool, ähnlich dem von Lee Konitz.
Durch seine Drogensucht wurde seine musikalische Karriere früh beeinträchtigt: 1951 wurde er wegen Heroinbesitzes inhaftiert. Nach seiner Entlassung kehrte er in seinen Heimatstaat Washington zurück und arbeitete im Musikladen seiner Familie. In den späten 1950er und frühen  1960er Jahren hatte er zwar Auftritte mit Herb Pomeroy und noch einmal mit Woody Herman, war aber für die nächsten 20 Jahre mehr damit beschäftigt, Platten zu verkaufen als aufzunehmen.
In den 1980er Jahren gelang ihm ein Comeback; er begann wieder zu spielen und nahm mit einer eigenen Formation Schallplatten auf, tourte 1983 nach New York und Kansas City. 1985 folgte eine Europatournee; 1988 begleitete er die Sängerin Jay Clayton. 1990 entstanden zusammen mit seiner Band und Larry Coryell Aufnahmen.

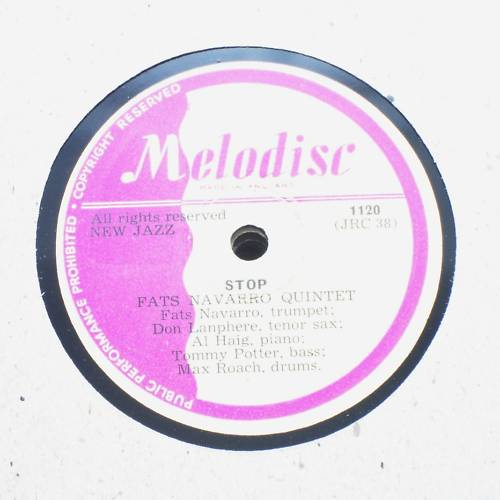
78er des Fats Navarro/Don Lanphere Quintetts mit Al Haig, Tommy Potter und Max Roach: „Stop“ von 1949

## Diskografie (Auswahl)
- Get Happy (Origin Records)
- Home At Last (Origin Records)
- Like A Bird (Origin Records)
- Where Do You Start? (Origin Records)
- Remember Why w/ New Stories (Origin Records)
- Year 'Round Christmas (Origin Records)
- Where Do You Start? (Origin Records)
- Don Lanphere (Hep Records, 1980)
- Out Of Nowhere (Hep Records, 1982)
- Into Somerwhere (Hep Records, 1983)
- Don Loves Midge (Hep Records, 1984)
- Sextet Go Aagain (Hep Records, 1987,88)
- Don Lanphere & Larry Coryell (Hep Records, 1990)

Mit Jay Clayton
- The Jazz Alley Tapes (Hep, 1988)

Mit Fats Navarro
- Blues In Teddy's Flat (Dial Records)
- Fats Navarro Quintet (Prestige Records)
- 25 Years Of Prestige various artists (Prestige Records)

Mit dem Seattle Repertory Jazz Orchestra
- SRJO Live (Origin Records)
- Sacred Music of Duke Ellington (Origin Records)

Mit Earl Coleman
- I Wished On The Moon c/w Guilty  (Dial Records)

## Lexikalischer Eintrag
- Richard Cook, Brian Morton: The Penguin Guide to Jazz on CD, LP and Cassette. 2. Auflage. Penguin, London 1994, ISBN 0-14-017949-6.